# Parantica flymbra
Parantica flymbra är en fjärilsart som beskrevs av Hans Fruhstorfer 1910. Parantica flymbra ingår i släktet Parantica och familjen praktfjärilar. Inga underarter finns listade i Catalogue of Life.